# Liste der höchsten nationalen Fußball-Spielklassen
Die Liste der höchsten nationalen Fußball-Spielklassen führt getrennt nach Kontinenten die höchsten Ligen der jeweiligen Landesverbände.

## Afrika (CAF)
| Land (Verband)               | Liga (Männer)                         | Liga (Frauen)                              |
| ---------------------------- | ------------------------------------- | ------------------------------------------ |
| Ägypten                      | Egyptian Premier League               |                                            |
| Algerien                     | Ligue Professionnelle 1               | Algerian Women’s Championship              |
| Angola                       | Girabola                              |                                            |
| Äquatorialguinea             | Primera Division de Honor             |                                            |
| Äthiopien                    | Premier League                        | Ethiopian Women’s Premier League           |
| Benin                        | Championnat National du Benin         |                                            |
| Botswana                     | Botswana Premier League               |                                            |
| Burkina Faso                 | Première Division                     |                                            |
| Burundi                      | Ligue A                               |                                            |
| Dschibuti                    | Championnat National, Division 1      |                                            |
| Elfenbeinküste               | Ligue 1                               |                                            |
| Eritrea                      | Premier League                        |                                            |
| Eswatini                     | Premier League                        |                                            |
| Gabun                        | Championnat National D1               |                                            |
| Gambia                       | GFA League First Division             |                                            |
| Ghana                        | Ghana Premier League                  | Ghana Women’s Premier League               |
| Guinea                       | Ligue 1                               |                                            |
| Guinea-Bissau                | Campeonato Nacional da Guiné-Bissau   |                                            |
| Kamerun                      | Première Division                     |                                            |
| Kap Verde                    | Campeonato Cabo-verdiano de Futebol   |                                            |
| Kenia                        | Kenyan Premier League                 | Kenyan Women’s Premier League              |
| Komoren                      | Premier League                        |                                            |
| Demokratische Republik Kongo | Linafoot                              |                                            |
| Republik Kongo               | Ligue 1                               |                                            |
| Lesotho                      | Lesotho Premier League                | Lesotho Women’s Super League               |
| Liberia                      | First Division                        |                                            |
| Libyen                       | Premier League                        |                                            |
| Madagaskar                   | Pro League Madagascar                 |                                            |
| Malawi                       | Super League                          |                                            |
| Mali                         | Première Division                     |                                            |
| Marokko                      | Groupement National de Football 1     |                                            |
| Mauretanien                  | Ligue 1 Mauretanien                   |                                            |
| Mauritius                    | Premier League                        |                                            |
| Mosambik                     | Moçambola                             |                                            |
| Namibia                      | Namibia Premier Football League       | Women’s Super League                       |
| Niger                        | Ligue 1                               |                                            |
| Nigeria                      | Nigeria Professional Football League  | Nigeria Women Premier League               |
| Réunion*                     | Championnat de La Réunion de football |                                            |
| Ruanda                       | National Football League              | Rwanda Women’s Football League             |
| Sambia                       | Super Division                        |                                            |
| Sansibar*                    | Premier League                        |                                            |
| São Tomé und Príncipe        | Campeonato Santomense de Futebol      | Campeonato Nacional de Futebol Feminino    |
| Senegal                      | Senegal Premier League                |                                            |
| Seychellen                   | Division One                          |                                            |
| Sierra Leone                 | Premier League                        | Sierra Leone Women’s Premier League        |
| Simbabwe                     | Premier Soccer League                 |                                            |
| Somalia                      | National League                       |                                            |
| Südafrika                    | Premier Soccer League                 | ABSA Women’s League                        |
| Sudan                        | Premier League                        |                                            |
| Südsudan                     | South Sudan Football Championship     |                                            |
| Tansania                     | Premier League                        |                                            |
| Togo                         | Championnat National                  |                                            |
| Tschad                       | Championnat National                  |                                            |
| Tunesien                     | Championnat de Tunisie                | Championnat de Tunisie de football féminin |
| Uganda                       | Ugandan Super League                  | FUFA Women Super League                    |
| Zentralafrikanische Republik | Central African Republic League       |                                            |
| Nicht CAF-Mitglieder         |                                       |                                            |
| Mayotte                      | Régional 1 Mayotte                    |                                            |
| Westsahara                   |                                       |                                            |

* Assoziiertes Mitglied.

## Asien (AFC)
| Land (Verband)               | Liga (Männer)                                        | Liga (Frauen)                        |
| ---------------------------- | ---------------------------------------------------- | ------------------------------------ |
| Afghanistan                  | Afghan Premier League                                |                                      |
| Australien                   | A-League                                             | A-League Women                       |
| Bahrain                      | Bahraini Premier League                              |                                      |
| Bangladesch                  | Bangladesh Premier League                            |                                      |
| Bhutan                       | Bhutan Premier League                                |                                      |
| Brunei                       | Brunei Super League                                  |                                      |
| China                        | Chinese Super League                                 | Chinese Women’s Super League         |
| Guam                         | Guam League                                          |                                      |
| Hongkong                     | Hong Kong Premier League                             | Hong Kong Women League               |
| Indien                       | I-League                                             | Indian Women’s League                |
| Indonesien                   | Indonesia Super League                               | Liga 1 Putri                         |
| Irak                         | Dawri Al-Nokhba                                      | Iraqi Women’s Premier League         |
| Iran                         | Persian Gulf Pro League                              | Kowsar Women Football League         |
| Japan                        | J1 League                                            | WE League                            |
| Jemen                        | Yemeni League                                        |                                      |
| Jordanien                    | Jordan League                                        | Jordan Women’s Football League       |
| Kambodscha                   | Cambodian Premier League                             |                                      |
| Katar                        | Qatar Stars League                                   |                                      |
| Kirgisistan                  | Top Liga                                             | Kyrgyzstan Women’s Championship      |
| Kuwait                       | Kuwaiti Premier League                               | Kuwaiti Women’s League               |
| Laos                         | Lao Premier League                                   |                                      |
| Libanon                      | Libanesische Premier League                          | Lebanese Women’s Football League     |
| Macau                        | Liga de Elite                                        |                                      |
| Malaysia                     | Malaysia Super League                                |                                      |
| Malediven                    | Dhivehi League                                       |                                      |
| Mongolei                     | National Premier League                              | Mongolian Women’s National League    |
| Myanmar                      | Myanmar National League                              | Myanmar Women’s League               |
| Nepal                        | A-Division-Liga                                      |                                      |
| Nordkorea                    | DPR Korea Premier Football League                    |                                      |
| Nördliche Marianen*          | M*League Division 1                                  |                                      |
| Oman                         | Oman Professional League                             |                                      |
| Osttimor                     | Liga Futebol Amadora Primeira Divisão                | Liga Futebol Feto Timor-Leste        |
| Pakistan                     | Pakistan Premier League                              | National Women Football Championship |
| Palästina                    | Gaza Strip Premier League / West Bank Premier League |                                      |
| Philippinen                  | United Football League                               | PFF Women’s League                   |
| Saudi-Arabien                | Saudi Professional League                            |                                      |
| Singapur                     | Singapore Premier League                             |                                      |
| Sri Lanka                    | Dialog Champions League                              |                                      |
| Südkorea                     | K League 1                                           | WK League                            |
| Syrien                       | Syrische Profiliga                                   |                                      |
| Tadschikistan                | Wysschaja Liga                                       |                                      |
| Taiwan                       | Taiwan Football Premier League                       | Taiwan Mulan Football League         |
| Thailand                     | Thai League                                          | Thai Women’s League                  |
| Turkmenistan                 | Ýokary Liga                                          |                                      |
| Usbekistan                   | Usbekische Profi-Fußballliga                         |                                      |
| Vereinigte Arabische Emirate | UAE Pro League                                       |                                      |
| Vietnam                      | V.League 1                                           |                                      |

* Assoziiertes Mitglied

## Europa (UEFA)
| Land (Verband)                  | Liga (Männer)                               | Liga (Frauen)                                       |
| ------------------------------- | ------------------------------------------- | --------------------------------------------------- |
| Albanien                        | Kategoria Superiore                         | Kategoria Superiore Femra                           |
| Andorra                         | Primera Divisió                             |                                                     |
| Armenien**                      | Oberliga (Bardsragujn chumb)                |                                                     |
| Aserbaidschan**                 | Premyer Liqası                              |                                                     |
| Belarus                         | Wyschejschaja Liha                          | Wyschejschaja Liha (Frauenfußball)                  |
| Belgien                         | Division 1A                                 | Super League                                        |
| Bosnien und Herzegowina         | Premijer Liga                               | Zenska nogometna liga BiH                           |
| Bulgarien                       | Parwa liga                                  | Bulgarische Fußballmeisterschaft der Frauen         |
| Dänemark                        | Superligaen                                 | Gjensidige Kvindeliga                               |
| Deutschland                     | Bundesliga                                  | Frauen-Bundesliga                                   |
| England                         | Premier League                              | FA Women’s Super League                             |
| Estland                         | Meistriliiga                                | Naiste Meistriliiga                                 |
| Färöer                          | Betrideildin                                | Betrideildin                                        |
| Finnland                        | Veikkausliiga                               | Kansallinen Liiga                                   |
| Frankreich                      | Ligue 1                                     | Division 1 Féminine                                 |
| Georgien**                      | Erovnuli Liga                               |                                                     |
| Gibraltar                       | Gibraltar National League                   | Gibraltar Women’s Football League                   |
| Griechenland                    | Super League                                | Alpha Ethniki Gynekon                               |
| Irland                          | League of Ireland                           | Women’s National League                             |
| Island                          | Besta deild                                 | Besta deild kvenna                                  |
| Israel**                        | Ligat ha’Al                                 | Ligat Nashim Rishona                                |
| Italien                         | Serie A                                     | Serie A femminile                                   |
| Kasachstan*                     | Premjer-Liga                                |                                                     |
| Kosovo                          | BKT Superliga e Kosovës                     | Liga e Femrave                                      |
| Kroatien                        | 1. HNL                                      | 1. HNLŽ                                             |
| Lettland                        | Virslīga                                    | Sieviešu futbola līga                               |
| Liechtenstein                   | keine Meisterschaft                         | keine Meisterschaft                                 |
| Litauen                         | A lyga                                      | A lyga                                              |
| Luxemburg                       | BGL Ligue                                   | Dames Ligue 1                                       |
| Malta                           | Maltese Premier League                      | First Division                                      |
| Moldau                          | Divizia Națională                           | Campionatul Moldovei la Fotbal Feminin              |
| Montenegro                      | Prva Crnogorska Liga                        | 1. ŽFL                                              |
| Niederlande                     | Eredivisie                                  | Eredivisie                                          |
| Nordirland                      | NIFL Premiership                            | Women’s Premier League                              |
| Nordmazedonien                  | Prva Makedonska Liga                        |                                                     |
| Norwegen                        | Eliteserien                                 | Toppserien                                          |
| Österreich                      | Bundesliga                                  | ÖFB Frauen-Bundesliga                               |
| Polen                           | Ekstraklasa                                 | Ekstraliga Kobiet                                   |
| Portugal                        | Primeira Liga                               | Campeonato Nacional Feminino                        |
| Rumänien                        | Liga 1                                      | Liga I Feminin                                      |
| Russland*                       | Premjer-Liga                                | Tschempionat Rossii po futbolu sredi schenschtschin |
| San Marino                      | Campionato Sammarinese di Calcio            |                                                     |
| Schottland                      | Scottish Premiership                        | Scottish Women’s Premier League                     |
| Schweden                        | Fotbollsallsvenskan                         | Damallsvenskan                                      |
| Schweiz                         | Credit Suisse Super League                  | Women’s Super League                                |
| Serbien                         | SuperLiga                                   | Prva Ženska Liga                                    |
| Slowakei                        | 1. liga                                     | I. liga žien                                        |
| Slowenien                       | Slovenska Nogometna Liga                    | 1. Slovenska Ženska Nogometna Liga                  |
| Spanien                         | Primera División                            | Primera División Femenina                           |
| Tschechien                      | Fortuna:Liga                                | I. liga žen                                         |
| Türkei*                         | Süper Lig                                   | Kadınlar 1. Ligi                                    |
| Ukraine                         | Premjer-Liha                                | Zhinocha Liha                                       |
| Ungarn                          | Nemzeti Bajnokság                           | Női Nemzeti Bajnokság                               |
| Wales                           | Cymru Premier                               | Welsh Premier Women’s Football League               |
| Zypern**                        | First Division                              | First Division                                      |
| Nicht UEFA-Mitglieder           |                                             |                                                     |
| Krim                            | CFU Premier League                          |                                                     |
| Monaco                          | keine Meisterschaft                         | keine Meisterschaft                                 |
| Türkische Republik Nordzypern** | Kuzey Kıbrıs Süper Ligi                     | Kadınlar Ligi                                       |
| Vatikanstadt                    | Attività Calcistica dei Dipendenti Vaticani |                                                     |

* Länder liegen teilweise in Asien.

** Länder liegen vollständig in Asien.

## Nord-, Mittelamerika und Karibik (CONCACAF)
| Land (Verband)                 | Liga (Männer)                                           | Liga (Frauen)                                 |
| ------------------------------ | ------------------------------------------------------- | --------------------------------------------- |
| Amerikanische Jungferninseln   | U.S. Virgin Islands Club Championship                   |                                               |
| Anguilla                       | AFA League                                              |                                               |
| Antigua und Barbuda            | Premier League                                          |                                               |
| Aruba                          | Division di Honor                                       |                                               |
| Bahamas                        | BFA Senior League                                       |                                               |
| Barbados                       | Premier League                                          |                                               |
| Belize                         | Premier League of Belize                                |                                               |
| Bermuda                        | Premier Division                                        |                                               |
| Britische Jungferninseln       | BVIFA National Football League                          |                                               |
| Bonaire*                       | Bonaire League                                          |                                               |
| Cayman Islands                 | CIFA Foster’s National League                           |                                               |
| Costa Rica                     | Liga de Fútbol de Primera División                      | Costa Rican Women’s Premier Division          |
| Curaçao                        | Promé Divishon                                          |                                               |
| Dominica                       | Premier League                                          |                                               |
| Dominikanische Republik        | Liga Mayor Dominicana                                   |                                               |
| El Salvador                    | Primera División de Fútbol Profesional                  | Primera División Femenina de El Salvador      |
| Französisch-Guayana* / **      | Championnat National                                    |                                               |
| Grenada                        | Premier Division                                        |                                               |
| Guadeloupe*                    | Division d’Honneur                                      |                                               |
| Guatemala                      | Liga Nacional de Guatemala                              | Liga Nacional de Fútbol Femenino de Guatemala |
| Guyana**                       | GFF National Super League                               |                                               |
| Haiti                          | Ligue Haïtienne                                         |                                               |
| Honduras                       | Liga Nacional de Fútbol Profesional de Honduras         |                                               |
| Jamaika                        | Jamaica Premier League                                  | JFF/SDF Women’s League                        |
| Kanada                         | Canadian Premier League                                 | Women’s Premier Soccer League                 |
| Kuba                           | Campeonato Nacional de Fútbol de Cuba                   |                                               |
| Martinique*                    | Championnat National                                    |                                               |
| Mexiko                         | Liga MX                                                 | Liga Mexicana de Fútbol Femenil               |
| Montserrat                     | Montserrat Championship                                 |                                               |
| Nicaragua                      | Primera División                                        | Campeonato Nacional de Fútbol Femenino        |
| Panama                         | Liga Panameña de Fútbol                                 | Panamanian Women’s Football League            |
| Puerto Rico                    | Puerto Rico Soccer League                               | Superior Femenino de la Liga Puerto Rico      |
| Saint-Martin*                  | Saint-Martin Championships                              |                                               |
| Sint Maarten*                  | Sint Maarten League                                     |                                               |
| St. Kitts und Nevis            | Premier Division (St. Kitts) / Premier Division (Nevis) |                                               |
| St. Lucia                      | Premier Division                                        |                                               |
| St. Vincent und die Grenadinen | Premier League                                          |                                               |
| Suriname**                     | Suriname Major League                                   |                                               |
| Trinidad und Tobago            | TT Premier Football League                              | TT Women’s League Football                    |
| Turks- und Caicosinseln        | WIV Provo Premier League                                |                                               |
| USA                            | Major League Soccer                                     | National Women’s Soccer League                |
| Nicht CONCACAF-Mitglieder      |                                                         |                                               |
| Grönland                       | Grönländische Fußballmeisterschaft                      |                                               |
| Saint-Pierre und Miquelon      |                                                         |                                               |
| Saint-Barthélemy               |                                                         |                                               |
| Saba                           |                                                         |                                               |
| Sint Eustatius                 |                                                         |                                               |

* Vollmitglied, jedoch kein Mitglied der FIFA

** Länder liegen vollständig in Südamerika.

## Südamerika (CONMEBOL)
| Land (Verband)            | Liga (Männer)                                             | Liga (Frauen)                                   |
| ------------------------- | --------------------------------------------------------- | ----------------------------------------------- |
| Argentinien               | Primera División                                          | Campeonato de Fútbol Femenino                   |
| Bolivien                  | Liga de Fútbol Profesional Boliviano                      | Campeonato Boliviano de Fútbol Femenino         |
| Brasilien                 | Campeonato Brasileiro Série A                             | Campeonato Brasileiro de Futebol Feminino       |
| Chile                     | Primera División del Fútbol Profesional Chileno           | Campeonato Nacional Fútbol Femenino             |
| Ecuador                   | Primera Categoría Serie A                                 | Superliga Femenina                              |
| Kolumbien                 | Categoría Primera A                                       | Liga Profesional Femenina de Fútbol de Colombia |
| Paraguay                  | División Profesional de la Asociación Paraguaya de Fútbol | Campeonato Paraguayo de Fútbol Femenino         |
| Peru                      | Primera División                                          | Liga Femenina                                   |
| Uruguay                   | Primera División Uruguaya                                 | Campeonato Uruguayo Femenino                    |
| Venezuela                 | Primera División                                          | Primera División Femenina de Venezuela          |
| Nicht CONMEBOL-Mitglieder |                                                           |                                                 |
| Falklandinseln            | Stanley Services League                                   |                                                 |

## Ozeanien (OFC)
| Land (Verband)                     | Liga (Männer)                                        | Liga (Frauen)           |
| ---------------------------------- | ---------------------------------------------------- | ----------------------- |
| Amerikanisch-Samoa                 | FFAS Senior League                                   |                         |
| Cookinseln                         | Cook Islands Round Cup                               |                         |
| Fidschi                            | National Football League                             |                         |
| Kiribati*                          | Kiribati National Championship                       |                         |
| Neukaledonien                      | Super Ligue                                          |                         |
| Neuseeland                         | National League                                      | National Women’s League |
| Papua-Neuguinea                    | National Soccer League                               |                         |
| Salomonen                          | Telekom S-League                                     |                         |
| Samoa                              | Samoa National League                                |                         |
| Tahiti                             | Tahiti Ligue 1                                       |                         |
| Tonga                              | Tonga Major League                                   |                         |
| Tuvalu*                            | Tuvalu A-Division                                    | Tuvalu A-Division       |
| Vanuatu                            | PVFA Premier League                                  |                         |
| Nicht OFC-Mitglieder               |                                                      |                         |
| Palau                              | Palau Soccer League                                  |                         |
| Marshallinseln                     |                                                      |                         |
| Föderierte Staaten von Mikronesien | Federated States of Micronesia Football Championship |                         |
| Nauru                              | Nauru Soccer Championship                            |                         |
| Niue                               | Niue Soccer Tournament                               |                         |
| Wallis und Futuna                  | Première Division                                    |                         |

* Assoziierte Mitglieder